# Wallacetown (Nouvelle-Zélande)
Wallacetown est une petite localité de la région du Southland, située dans l'Île du Sud de la Nouvelle-Zélande.

## Situation
La ville de ‘Wallacetown’ est localisée à l'ouest de la cité d'Invercargill, sur des terrains élevés s’étendant entre la rivière Makarewa et le fleuve Oreti, près de l'estuaire du fleuve Oreti. Elle est considérée comme une ville satellite de la ville d'Invercargill.

## Population
Wallacetown a une population d'environ 400 habitants au recensement de 2006

## Loisirs
Les deux rivières Makarwa et Oreti sont réputées pour leurs truites et la pèche à la blanchaille